# Ningbo Rail Transit
Ningbo Rail Transit ist die U-Bahn der chinesischen Stadt Ningbo in der Provinz Zhejiang. Stand 2025 umfasst das Netz sechs Linien mit zwei Überlandabschnitten in die Vororte. Der Ausbau auf zwei weitere Linien und Verlängerungen bestehender Linien befinden sich in Bau oder in Planung.

## Netz

### Linie 1
Mit dem ersten Abschnitt der Linie 1 wurde am 30. Mai 2014 die erste Strecke der U-Bahn eröffnet. Nach einer Verlängerung als Überlandverbindung weiter nach Osten zwei Jahre später ist die Gesamtstrecke nun 46,1 Kilometer lang und besitzt 29 Stationen.

### Linie 2
Zur Anbindung des Lishe International Airport im Südwesten der Stadt wurde im Jahr 2015 die Linie 2 eröffnet. 2020 und 2022 wurde sie um kurze Abschnitte nach Osten verlängert und ist nun 36,9 Kilometer lang und hat 27 Stationen.

### Linie 3 und Yinfeng-Linie
Die Linie 3 verläuft in Nord-Süd-Richtung von der Datong- zur Gaotang-Brücke, wo Anschluss zur oberirdischen Yinfeng-Linie besteht. Die Yinfeng-Linie führt mit großen Stationsabständen 21,5 Kilometer weiter nach Süden. Die Linie 3 ist nur 16,7 Kilometer lang und hat 15 Stationen.

### Linie 4
Von Nordwesten nach Südosten führt die Linie 4. Sie bindet den Bahnhof Ningbo an und kreuzt dort die Linie 2. 28 Kilometer von 40,2 Kilometern Länge sind unterirdisch trassiert. Die Strecke wurde am 23. Dezember 2020 eröffnet. Im Januar 2025 wurde sie im Nordwesten um eine Station nach Cicheng West und im Mai 2025 im Südosten ebenfalls um eine Station zum International Conference Center verlängert.

### Linie 5
Die Linie 5 wurde Ende 2021 eröffnet und kreuzt als östliche Halbringlinie zwei Mal die Linie 2. Die 27,6 Kilometer lange Strecke wird vollautomatisch (Standard GoA4) betrieben und soll langfristig zu einer Ringlinie erweitert werden.

### Linie 8
Als zweite Nordwest-Südost-Verbindung verläuft die Linie 8 westlich der Linie 4. Die erste Phase ging am 30. Juni 2025 in Betrieb. Die Linie ist 23,3 Kilometer lang und hat 18 Stationen.